# Let's Twist Again
"Let's Twist Again" is een nummer van de Amerikaanse zanger Chubby Checker. Het verscheen op zijn gelijknamige album uit 1962. Op 19 juni van dat jaar werd het uitgebracht als de enige single van het album.

## Achtergrond
"Let's Twist Again" is geschreven door Kal Mann en Dave Appell en geproduceerd door Mann. Het nummer verwijst naar de dansrage twist, die begin jaren '60 erg populair was, en het lied "The Twist", een nummer 1-hit van Checker uit 1960 waarin ook al over de dans werd gezongen. Het werd een grote hit: het bereikte de achtste plaats in de Amerikaanse Billboard Hot 100 en de tweede plaats in de Britse UK Singles Chart. Het bereikte de nummer 1-positie in Zweden en Wallonië, alsmede in de Platennieuws Top 10, een voorloper van de Nederlandse Single Top 100, en in een voorloper van de Vlaamse Ultratop 50. In 1962 kreeg het nummer een Grammy Award in de categorie Best Rock & Roll Recording.
Checker nam "Let's Twist Again" ook op in het Duits onder de titel "Der Twist beginnt" en het Italiaans als "Balliamo il twist". Een sample van de Duitse versie zou in 1976 door The Residents worden gebruikt als sample aan het begin van hun album The Third Reich 'n Roll. Daarnaast bereikte een Franstalige cover door Johnny Hallyday met de titel "Viens danser le twist" in 1961 de nummer 1-positie in Frankrijk en Wallonië. In 1975 werd de originele versie opnieuw uitgebracht als single. Het werd opnieuw een nummer 1-hit in Vlaanderen en kwam in Nederland tot de derde plaats in zowel de Top 40 als de Nationale Hitparade. In 2011 kwam het nummer voor in de film The Help.

## Hitnoteringen

### Nederlandse Top 40
| Hitnotering: 10-01-1976 t/m 28-02-1976 | Hitnotering: 10-01-1976 t/m 28-02-1976 | Hitnotering: 10-01-1976 t/m 28-02-1976 | Hitnotering: 10-01-1976 t/m 28-02-1976 | Hitnotering: 10-01-1976 t/m 28-02-1976 | Hitnotering: 10-01-1976 t/m 28-02-1976 | Hitnotering: 10-01-1976 t/m 28-02-1976 | Hitnotering: 10-01-1976 t/m 28-02-1976 | Hitnotering: 10-01-1976 t/m 28-02-1976 | Hitnotering: 10-01-1976 t/m 28-02-1976 |
| Week                                   | 1                                      | 2                                      | 3                                      | 4                                      | 5                                      | 6                                      | 7                                      | 8                                      |                                        |
| -------------------------------------- | -------------------------------------- | -------------------------------------- | -------------------------------------- | -------------------------------------- | -------------------------------------- | -------------------------------------- | -------------------------------------- | -------------------------------------- | -------------------------------------- |
| Nummer                                 | 21                                     | 6                                      | 4                                      | 3                                      | 6                                      | 16                                     | 29                                     | 36                                     | uit                                    |

### Platennieuws Top 10 /Nationale Hitparade
| Hitnotering week 1 t/m 14: 17-02-1962 t/m 19-05-1962 Hitnotering week 15: 14-07-1962 Hitnotering week 16 t/m 21: 10-01-1976 t/m 14-02-1976 | Hitnotering week 1 t/m 14: 17-02-1962 t/m 19-05-1962 Hitnotering week 15: 14-07-1962 Hitnotering week 16 t/m 21: 10-01-1976 t/m 14-02-1976 | Hitnotering week 1 t/m 14: 17-02-1962 t/m 19-05-1962 Hitnotering week 15: 14-07-1962 Hitnotering week 16 t/m 21: 10-01-1976 t/m 14-02-1976 | Hitnotering week 1 t/m 14: 17-02-1962 t/m 19-05-1962 Hitnotering week 15: 14-07-1962 Hitnotering week 16 t/m 21: 10-01-1976 t/m 14-02-1976 | Hitnotering week 1 t/m 14: 17-02-1962 t/m 19-05-1962 Hitnotering week 15: 14-07-1962 Hitnotering week 16 t/m 21: 10-01-1976 t/m 14-02-1976 | Hitnotering week 1 t/m 14: 17-02-1962 t/m 19-05-1962 Hitnotering week 15: 14-07-1962 Hitnotering week 16 t/m 21: 10-01-1976 t/m 14-02-1976 | Hitnotering week 1 t/m 14: 17-02-1962 t/m 19-05-1962 Hitnotering week 15: 14-07-1962 Hitnotering week 16 t/m 21: 10-01-1976 t/m 14-02-1976 | Hitnotering week 1 t/m 14: 17-02-1962 t/m 19-05-1962 Hitnotering week 15: 14-07-1962 Hitnotering week 16 t/m 21: 10-01-1976 t/m 14-02-1976 | Hitnotering week 1 t/m 14: 17-02-1962 t/m 19-05-1962 Hitnotering week 15: 14-07-1962 Hitnotering week 16 t/m 21: 10-01-1976 t/m 14-02-1976 | Hitnotering week 1 t/m 14: 17-02-1962 t/m 19-05-1962 Hitnotering week 15: 14-07-1962 Hitnotering week 16 t/m 21: 10-01-1976 t/m 14-02-1976 | Hitnotering week 1 t/m 14: 17-02-1962 t/m 19-05-1962 Hitnotering week 15: 14-07-1962 Hitnotering week 16 t/m 21: 10-01-1976 t/m 14-02-1976 | Hitnotering week 1 t/m 14: 17-02-1962 t/m 19-05-1962 Hitnotering week 15: 14-07-1962 Hitnotering week 16 t/m 21: 10-01-1976 t/m 14-02-1976 | Hitnotering week 1 t/m 14: 17-02-1962 t/m 19-05-1962 Hitnotering week 15: 14-07-1962 Hitnotering week 16 t/m 21: 10-01-1976 t/m 14-02-1976 |
| Week | 1 | 2 | 3 | 4 | 5 | 6 | 7 | 8 | 9 | 10 | 11 | 12 |
| --- | --- | --- | --- | --- | --- | --- | --- | --- | --- | --- | --- | --- |
| Nummer | 10 | 7 | 4 | 3 | 2 | 1 | 1 | 1 | 1 | 2 | 3 | 3 |
| Week | 13 | 14 | | 15 | | 16 | 17 | 18 | 19 | 20 | 21 | |
| Nummer | 3 | 6 | uit | 10 | uit | 13 | 5 | 3 | 3 | 5 | 19 | uit |

### NPO Radio 2 Top 2000
| Nummer met noteringen in de NPO Radio 2 Top 2000 | '99 | '00  | '01  | '02  | '03  | '04  | '05  | '06  | '07  | '08  |
| ------------------------------------------------ | --- | ---- | ---- | ---- | ---- | ---- | ---- | ---- | ---- | ---- |
| Let's Twist Again                                | 957 | 1334 | 1743 | 1695 | 1805 | 1639 | 1720 | 1859 | 1783 | 1718 |

1. ↑  Een vetgedrukt getal geeft de hoogste notering aan.
2. ↑  Deze tabel is bijgewerkt tot en met de laatste editie (2024).